# Џердан Шаћири
Џердан Шаћири (алб. Xherdan Shaqiri; Жегра, код Гњилана, 10. октобар 1991) швајцарски је професионални фудбалер албанског порекла. Игра на позицији крилног нападача, а тренутно наступа за Чикаго фајер и репрезентацију Швајцарске.

## Контроверзе
На Светском првенству 2018. године, Шаћири је постигао победоносни гол у другом колу против Србије. Приликом прославе датог гола показао је укрштеним рукама албански знак орла, што је у српским и појединим швајцарским медијима оцењено као провокација према противнику.

## Трофеји

### Базел
- Суперлига Швајцарске (3) : 2009/10, 2010/11, 2011/12.
- Куп Швајцарске (2) : 2009/10, 2011/12.

### Бајерн Минхен
- Бундеслига Немачке (2) : 2012/13, 2013/14.
- Куп Немачке (2) : 2012/13, 2013/14.
- Суперкуп Немачке (1) : 2012.
- Лига шампиона (1) : 2012/13.
- УЕФА суперкуп (1) : 2013.
- Светско клупско првенство (1) : 2013.

### Ливерпул
- Премијер лига (1) : 2019/20.
- Лига шампиона (1) : 2018/19.
- Суперкуп Европе (1) : 2019.
- Светско клупско првенство (1) : 2019.